# 美国空军装备司令部

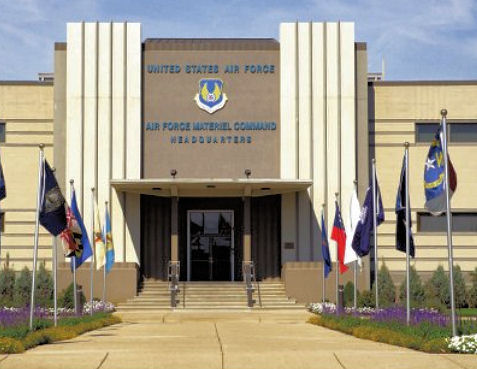
总部外景

空军装备司令部（Air Force Materiel Command ，AFMC）是美国空军的一个一级司令部，直接向空军总部汇报。空军装备司令部于1992年7月1日由空军后勤司令部和空军系统司令部合并而成，总部位于俄亥俄州赖特-帕特森空军基地，现任司令是杜克·理查森  上将。
空军装备司令部约有78,000名军人和文职人员，是空军资金最多和人员第二多的司令部，预算占空军的57%，文职人员占空军的40%。